# 53 (číslo)
Padesát tři je přirozené číslo. Následuje po číslu padesát dva a předchází číslu padesát čtyři. Řadová číslovka je padesátý třetí nebo třiapadesátý. Římskými číslicemi se zapisuje LIII.

## Matematika
Padesát tři je
- šestnácté prvočíslo a čtvrté liché prvočíslo, které není prvočíselnou dvojicí
- osmé prvočíslo Sophie Germainové

## Chemie
- 53 je atomové číslo jodu

## Ostatní
- +53 je mezinárodní telefonní předvolba Kuby

## Roky
- 53
- 53 př. n. l.